# Cientista Marciano
Um cientista marciano ou pesquisador marciano é um marciano hipotético freqüentemente usado em experimentos mentais como um observador externo das condições da Terra. A variedade mais comum é o antropólogo marciano, mas marcianos pesquisando assuntos como filosofia, linguística e biologia também foram suscitados.
O seguinte trecho do texto de Richard Dawkins é mais ou menos típico.
Um taxonomista marciano que não sabia que todas as raças humanas se cruzam alegremente umas com as outras, e não sabia que a maior parte da variação genética subjacente em nossa espécie é compartilhada por todas as raças, pode ser tentado por nossas diferenças regionais na cor da pele, características do rosto, cabelo, tamanho do corpo e proporções para nos dividir em mais de uma espécie. 
Na linguística estruturalista dos Estados Unidos, a abordagem marciana é recomendada para a descrição da linguagem:
O analista descritivo deve ser guiado por certos princípios muito fixos se quiser ser objetivo ao descrever com precisão qualquer linguagem ou parte de qualquer linguagem. Seria excelente se ele pudesse adotar uma atitude completamente de homem de Marte em relação a qualquer linguagem que analisasse e descrevesse. 
O antropólogo hipotético  marciano é descrito nos escritos de Noam Chomsky como alguém que, ao estudar as línguas do mundo, concluiria que são todos dialetos de uma única língua que incorporam uma "gramática universal" refletindo um módulo linguístico geneticamente predeterminado inerente ao cérebro humano.
Na filosofia, especialmente na filosofia da linguagem e na filosofia da mente, o marciano é frequentemente descrito como um exemplo de ser inteligente com um aparato cognitivo diferente do humano, por exemplo, o seguinte exemplo dado por Saul Kripke:
Não vou argumentar aqui que a simplicidade é relativa, ou que é difícil de definir, ou que um marciano pode achar a função quus mais simples do que a função plus. 
Em uma reviravolta retórica comum, invocar o cientista marciano força o leitor a observar um estado de coisas óbvio que normalmente é negligenciado por outras análises:
Se um marciano agraciasse nosso planeta, seria atingido por uma notável semelhança entre as criaturas vivas da Terra e uma diferença fundamental.
Nota: A semelhança que Chomsky et al. descreve é a linguagem hereditária universal do DNA  humano, enquanto a diferença é a falta de uma linguagem universal de comunicação.

## Cientistas marcianos americanos
Extraordinários cientistas húngaros da Segunda Guerra Mundial que emigraram para os Estados Unidos na primeira metade do século XX. Os marcianos mais proeminentes (cientistas) incluíam Theodore von Kármán, John von Neumann, Eugene Wigner e Edward Teller. Eles eram chamados de marcianos devido aos seus brilhantes talentos de resolução de problemas e invenções que pareciam não ser deste mundo, dado o grau de genialidade.